# Georgi Wladimirowitsch Popow
Georgi Wladimirowitsch Popow (russisch Георгий Владимирович Попов, wiss. Transliteration Georgij Popov; * 12. Dezember 1912 in Baku; † 1974) war ein sowjetischer Gewichtheber.

## Werdegang
Nach Grigori Nowak war Georgi Popow der bekannteste und wahrscheinlich auch der beste sowjetische Gewichtheber in den 1930er Jahren. Er war auch damals schon im Westen bekannt. Grigori hatte 1930 mit dem Gewichtheben begonnen und gewann bereits 1933 seine erste sowjetische Meisterschaft im Bantamgewicht, der noch zehn weitere im Feder- und Leichtgewicht folgen sollten. Bei den internationalen Meisterschaften, bei denen er wegen der Trennung des damaligen Sports in einen bürgerlichen Sport und den Arbeitersport erst nach dem Zweiten Weltkrieg teilnehmen konnte, errang er, bereits 34 bzw. 35 Jahre alt, noch zwei Medaillen. 1937 und 1938 wäre er nach den Leistungen, die er in diesen Jahren bei den sowjetischen Meisterschaften gezeigt hatte, unzweifelhaft Weltmeister geworden. Um vergleichen zu können, wie stark die Leistungen Popows, die aus den Ergebnissen bei den sowjetischen Meisterschaften zu ersehen sind, damals waren, seien hier die Leistungen der Sieger bei den Deutschen Meisterschaften 1934 (die Europameisterschaft wurde im OD ausgetragen) und des Weltmeisters 1937 und 1938 aufgeführt.
- 1934, DM in Nürnberg, FK, Fe, 1. Max Walter, Saarbrücken, mit 432,5 kg (70-80-80-92,5-110).
- 1937, WM in Paris, OD, Fe, 1. Georg Liebsch, Deutschland, mit 297,5 kg (95-90-112,5).
- 1938, WM in Wien, OD, Fe, 1. Liebsch, mit 305 kg (97,5-92,5-115).

### Internationale Erfolge
(WM = Weltmeisterschaft, EM = Europameisterschaft, FK = Fünfkampf, bestehend aus einarmigem Reißen und Stoßen und beidarmigem Drücken, Reißen und Stoßen, OD = olympischer Dreikampf, bestehend aus beidarmigem Drücken, Reißen und Stoßen, Ba = Bantamgewicht, Fe = Federgewicht, Le = Leichtgewicht)
- 1946, 3. Platz, WM in Paris, OD, Le, mit 335 kg, hinter Stanley Stanczyk, USA, 367,5 kg und Wladimir Swetilko, UdSSR, 347,5 kg;
- 1947, 2. Platz, EM in Helsinki, OD, Le, mit 330 kg, hinter Israel Mechanik, UdSSR und vor Sigvard Kinnunen, Schweden, 315 kg

### UdSSR-Meisterschaften
- 1932, 3. Platz, FK, Ba, mit 365,5 kg;
- 1933, 1. Platz, FK, Ba, mit 410 kg (65-74,6-74,5-85-110), vor, Alexander Donskoy, 360 kg;
- 1934, 1. Platz, FK, Fe, mit 438 kg (68,5-83,5-79-93,5-113,5);
- 1935, 1. Platz, FK, Fe, mit 455,5 kg (75-80-85-95-120);
- 1936, 1. Platz, OD, mit 295 kg;
- 1937, 1. Platz, OD, Fe, mit 315,5 kg (86-103,5-126);
- 1938, 1. Platz, OD, Fe, mit 317,5 kg (90-100-127,5), vor Moissei Kasjanik, 310 kg;
- 1939, 1. Platz, OD, Fe, mit 325 kg (92,5-107,5-125), vor Kasjanik, 310 kg und Donskoy, 302,5 kg;
- 1940, 1. Platz, OD, Fe, mit 330 kg (90-105-135), vor Kasjanik, 320 kg und Donskoi, 315 kg;
- 1943, 2. Platz, OD, Fe, mit 295 kg, hinter Kasjanik, 305 kg;
- 1945, 1. Platz, OD, Fe, mit 315 kg, vor Jewgeni Lopatin, 282,5 kg;
- 1946, 1. Platz, OD, Le, mit 345 kg (95-110-140), vor Wladimir Swetilko, 342,5 kg;
- 1947, 1. Platz, OD, Le, mit 342,5 kg (105-110-127,5), vor Israel Mechanik, 340 kg.

### Weltrekorde
(inoffiziell, da die UdSSR damals nicht Mitglied des Internationalen Gewichtheber-Verbandes war, sie wurden alle im Federgewicht erzielt)
im beidarmigen Reißen:
- 98 kg, 1934 in Moskau,
- 99,5 kg, 1936 in Moskau,
- 101 kg, 1936 in Kiew,
- 102 kg, 1937 in Kiew,
- 103,5 kg, 1937 in Rostow,
- 105 kg, 1937 in Kiew,
- 106 kg, 1937 in Tiflis,
- 107 kg, 1938 in Kiew,
- 108 kg, 1939 in Charkow.

im beidarmigen Stoßen:
- 127,5 kg, 1936 in Kiew,
- 128,5 kg, 1936 in Moskau,
- 130 kg, 1936 in Stalino,
- 131 kg, 1936 in Kiew,
- 132 kg, 1937 in Kiew,
- 134 kg, 1937 in Rostow,
- 135 kg, 1937 in Kiew,
- 136 kg, 1937 in Tiflis.

im olympischen Dreikampf:
- 305 kg, 1936 in Stalino,
- 312,5 kg, 1937 in Rostow,
- 317,5 kg, 1937 in Kiew,
- 322,5 kg, 1937 in Charkow,
- 330 kg, 1938 in Kiew,
- 332,5 kg, 1939 in Kiew.